# Blu (artista)

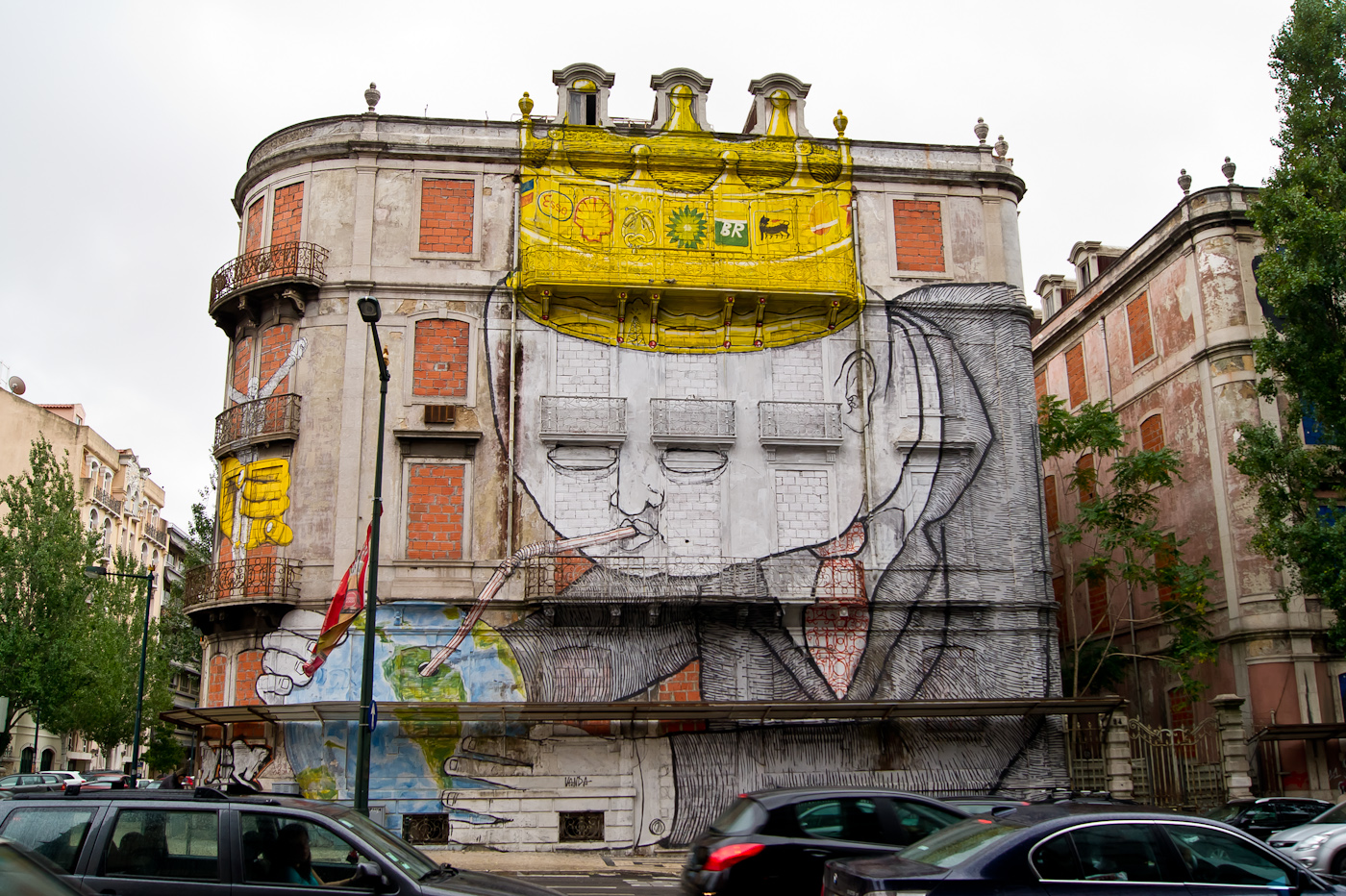

Blu es el pseudónimo de un artista italiano que decidió permanecer en el anonimato. Lo poco que se sabe sobre su identidad es que vive o vivió en Bolonia, Italia y que participa en la escena del arte urbano desde 1999. Su obra fue premiada por el Festival internacional de cortometraje de Clermont-Ferrand.

## Historia

### Inicio de su carrera
La fama de Blu comenzó en 1999, a causa de una serie de grafitis ilegales pintados en el centro histórico y suburbios de Bolonia, capital de la región italiana de Emilia-Romaña. En el comienzo de su carrera su técnica se limitaba al uso de pintura en aerosol, el medio más común en la cultura del grafiti.